# Spina santa (dolce)

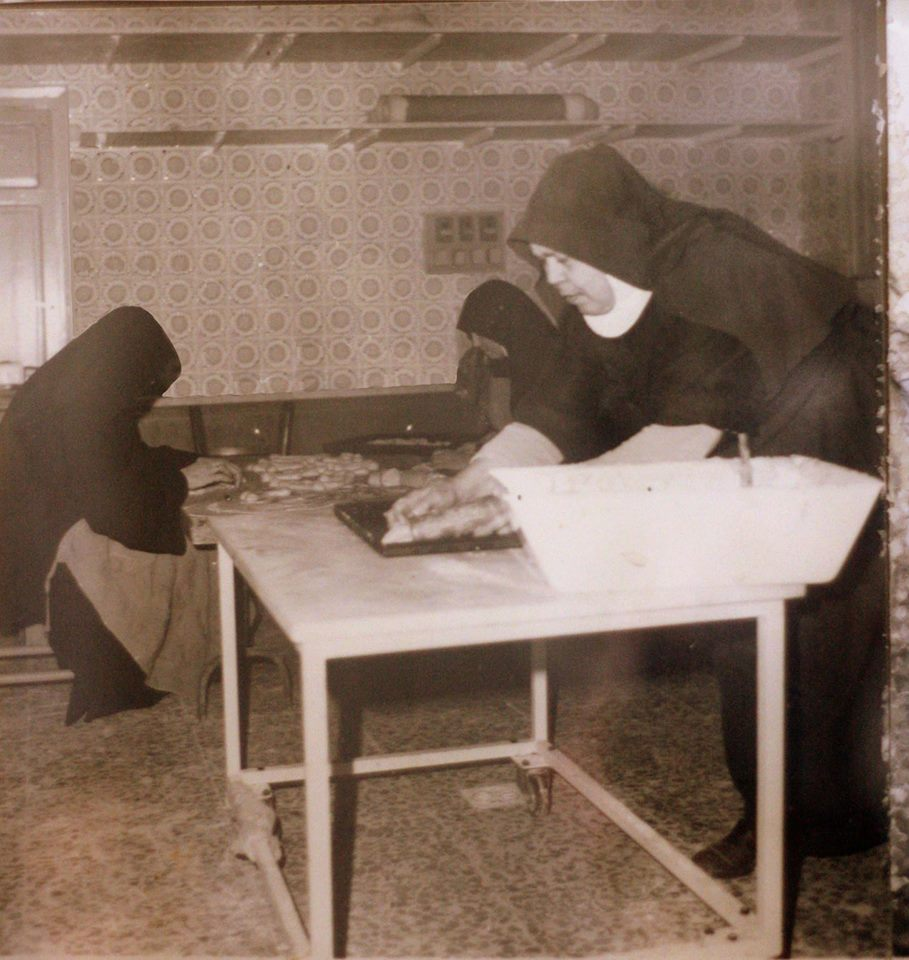
Monache benedettine del monastero della Santa Croce a Caltanissetta intente a produrre i dolci

La Sacra Spina o Spina santa è un antico dolce nisseno, prodotto fino al 1908, poi dimenticato e quindi riscoperto di recente. Si tratta di un tipico dolce conventuale.
È uno dei dolci nisseni tipici del monastero delle Benedettine, insieme alla crocetta. Entrambi venivano preparati e donati durante la festa del Santissimo Crocifisso in 14 settembre dalle monache di clausura del monastero delle benedettine annesso alla chiesa di Santa Croce. 
Il nome deriva dalla pianta di marruca (Paliurus spina-christi Mill.) con la quale vengono presentate, i cui rami, si dice, fossero stati intrecciati per la corona di spine che fu posta sul capo di Gesù.

## Storia
Insieme ad una moltitudine di dolci le monache, per festeggiare gli ospiti illustri del monastero, crearono due dolci; la spina santa che veniva prodotta annualmente in occasione della settimana santa, e la crocetta di Caltanissetta prodotta invece in occasione della ricorrenza della festa della Santissima Croce il 14 settembre. Questa consuetudine, propria dei monasteri femminili, di preparare dolci al suo interno non nasce per fini commerciali, quanto per la necessità delle monache di contraccambiare in maniera elegante e significativa favori e servizi ricevuti dall'esterno. Successivamente si trovò il modo per mantenersi grazie allo scambio (baratto) di materie prime in cambio di prodotto finito.
L’annuale festività fu stabilita la domenica precedente il 29 settembre. All’Abadessa Mammana seguì nel 1664 suor D. Anna Ippolito che oltre all’arricchire di nuovi arredi, suppellettili e gioiali la chiesa ebbe a cuore che le festività dell’anno fossero celebrate col migliore decoro e splendore, specie quella della Invenzione della Croce in cui s’invitavano a tesser gli elogi i migliori oratori.»
(Mons. Francesco Pulci)
La pasticceria è storicamente una espressione della storia dei luoghi e dei tempi in cui vive l'uomo; inoltre, l'aspetto religioso e devozionale nella pasticceria è un elemento non secondario di accompagnamento alle feste secondo il calendario liturgico e agiografico.

Nella pasticceria, infatti, le similitudini e le differenze si manifestano nella ricetta a seconda del periodo in cui il dolce viene preparato. Similitudini e differenze che incidono anche nel suo significato economico e sociale, tant'è che si può parlare di dolci ricchi e dolci poveri, a seconda del tipo, della qualità e quantità di materie prime impiegate insieme all'imprescindibile aspetto creativo. In altri termini il dolce ha un ruolo di testimonianza etnoantropologica della storia delle genti e dei luoghi di produzione.

## Ingredienti
Gli ingredienti usati nella spina santa sono tipici del comprensorio nisseno, di inizio secolo scorso.

Le mandorle pelate, la purea dolce di cotogno e gelso, lo zucchero e il miele, l'albume e la scorza grattugiata di limone e arance, nonché il cioccolato fondente, che venne introdotto agli inizi del 800 a Caltanissetta per la prima volta dalla ditta Infantolino
La farina utilizzata, proviene rigorosamente da grani biologici del comprensorio nisseno, come il grano russello e il timilia o tumminia.
Attualmente la ricetta continua ad essere un segreto: è nota solamente a quattro donne di fede dell'omonimo quartiere Santa Croce, alle quali è stato affidato il compito di tramandare la tradizione, e al pasticciere che l'ha riportata alla luce dopo una ricerca ventennale, principiata da una testimonianza orale di un'abitante del quartiere, che narrava di una tradizione tramandata da madre in figlia di una ricetta di un antico dolce nisseno.
Successivamente, il 14 aprile 2017, la ricetta è stata donata ufficialmente alla città, per garantirne una più ampia diffusione.